# Neotullbergia ramicuspis
Neotullbergia ramicuspis is een springstaartensoort uit de familie van de Tullbergiidae. De wetenschappelijke naam van de soort is voor het eerst geldig gepubliceerd in 1953 door Gisin.